# Gamer, una vida más
Gamer, una vida más es una serie de televisión por internet de comedia argentina original de Flow. La trama gira en torno a un veterano jugador de videojuegos que intentará adaptarse a un equipo de gaming conformado por chicos de la generación z. Está protagonizada por Nico García, Charo López, Rocío Hernández, Yamila Ostrower y Francisco Bereny. La serie se estrenó el 4 de mayo de 2023.
El desarrollo de la producción inició en 2021 cuando resultó ser uno de los proyectos ganadores del concurso «Renacer Audiovisual», un programa organizado por el Gobierno de Argentina con el fin de fomentar la ficción nacional.

## Sinopsis
La serie cuenta la historia de Oscar, un hombre de 45 años que está recién separado y atraviesa por una crisis personal. En su juventud, estaba en su mejor momento al ser uno los campeones máximos de los juegos en línea y era conocido bajo el seudónimo de «Criminal Mambo 78» en todos los cibers de Buenos Aires. Sin embargo, todo eso se acabó cuando apareció Rebo, un empleado inseguro y problemas de acné que progresivamente comenzó a arrebatarle el puesto. Con eso, la llegada de las nuevas formas de consumir tecnología y la presión de su familia que le hacía saber que estaba desperdiciando su vida, Oscar dejó al mundo de los juegos.
Muchos años después, Oscar casualmente decide volver a jugar y escala rápidamente en los rankings. De esta manera, capta la atención de un grupo de gaming llamado los Warriors, quienes lo quieren para su equipo y buscan clasificar al torneo online más importante de Argentina. No obstante, Oscar se da cuenta de que su rival del pasado, Rebo, estará también en la competencia y aceptará la propuesta de los jóvenes para volver enfrentarlo. En el medio de todo su plan, también se enamorará de la madre de una de sus compañeras de equipo, la cual odia los videojuegos.

## Elenco

### Principal
- Nico García como Oscar
- Charo López como Victoria
- Rocío Hernández como Lila
- Yamila Ostrower como Sol
- Franciso Bereny como Joaco

### Secundario
- Yayo Guridi
- Matías Spano
- Tomás Wicz
- Franco Galván

### Participaciones
- Martín Slipak como Rebo
- Luis Ziembrowski
- Juan Tupac Soler
- Jana Juárez

## Episodios
| N.º | Título                     | Dirigido por  | Escrito por   | Fecha de lanzamiento original |
| --- | -------------------------- | ------------- | ------------- | ----------------------------- |
| 1   | «Una vida más»             | Jonathan Barg | Jonathan Barg | 4 de mayo de 2023             |
| 2   | «Real Warriors»            | Jonathan Barg | Jonathan Barg | 4 de mayo de 2023             |
| 3   | «Demasiado real»           | Jonathan Barg | Jonathan Barg | 4 de mayo de 2023             |
| 4   | «Victoria real salchichas» | Jonathan Barg | Jonathan Barg | 4 de mayo de 2023             |
| 5   | «El fénix»                 | Jonathan Barg | Jonathan Barg | 4 de mayo de 2023             |
| 6   | «Abuelo Gamer»             | Jonathan Barg | Jonathan Barg | 4 de mayo de 2023             |
| 7   | «Rebo House»               | Jonathan Barg | Jonathan Barg | 4 de mayo de 2023             |
| 8   | «El juego final»           | Jonathan Barg | Jonathan Barg | 4 de mayo de 2023             |

## Premios y nominaciones
| Lista de premios y nominaciones | Lista de premios y nominaciones | Lista de premios y nominaciones                                | Lista de premios y nominaciones | Lista de premios y nominaciones | Lista de premios y nominaciones |
| Año                             | Organización                    | Categoría                                                      | Nominado/a(s)                   | Resultado                       | Ref(s)                          |
| ------------------------------- | ------------------------------- | -------------------------------------------------------------- | ------------------------------- | ------------------------------- | ------------------------------- |
| 2023                            | Produ Awards                    | Mejor serie de comedia dramática                               | Gamer, una vida más             | Nominado                        | [ 9 ]                           |
| 2023                            | Produ Awards                    | Mejor actor principal - Serie y miniserie de comedia dramática | Nico García                     | Nominado                        | [ 9 ]                           |
| 2023                            | Premios Cóndor de Plata         | Mejor serie de comedia y/o musical                             | Gamer, una vida más             | Nominado                        | [ 10 ]                          |
| 2023                            | Premios Cóndor de Plata         | Mejor actor protagonista en comedia y/o musical                | Nico García                     | Nominado                        | [ 10 ]                          |
| 2023                            | Premios Cóndor de Plata         | Mejor actriz protagonista en comedia y/o musical               | Charo López                     | Nominada                        |                                 |